# 倉敷市立図書館
倉敷市立図書館（くらしきしりつとしょかん）は、岡山県倉敷市にある公共図書館の総称。倉敷市立中央図書館など6館からなる。

## 概要

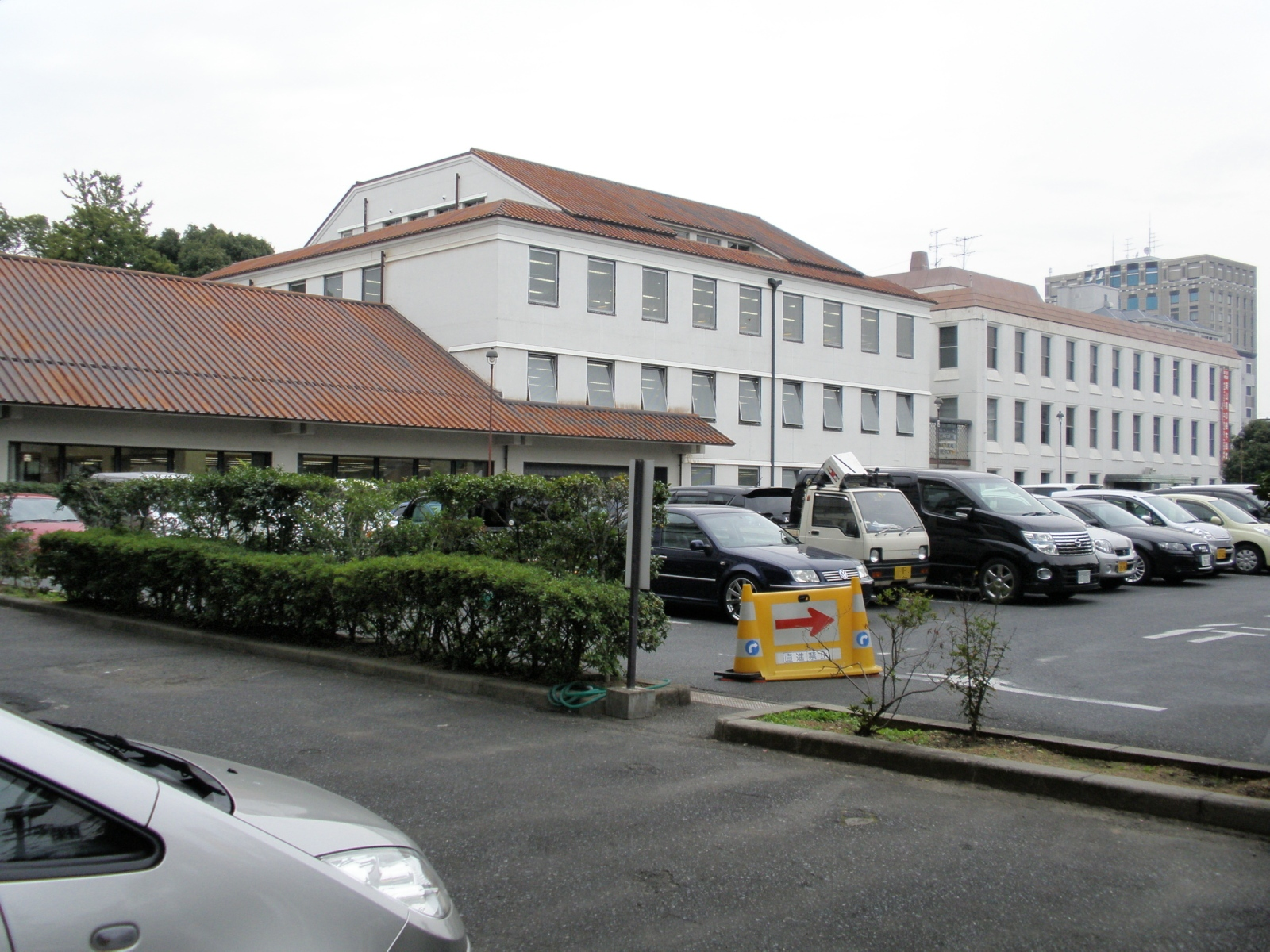
倉敷市立中央図書館（左側）

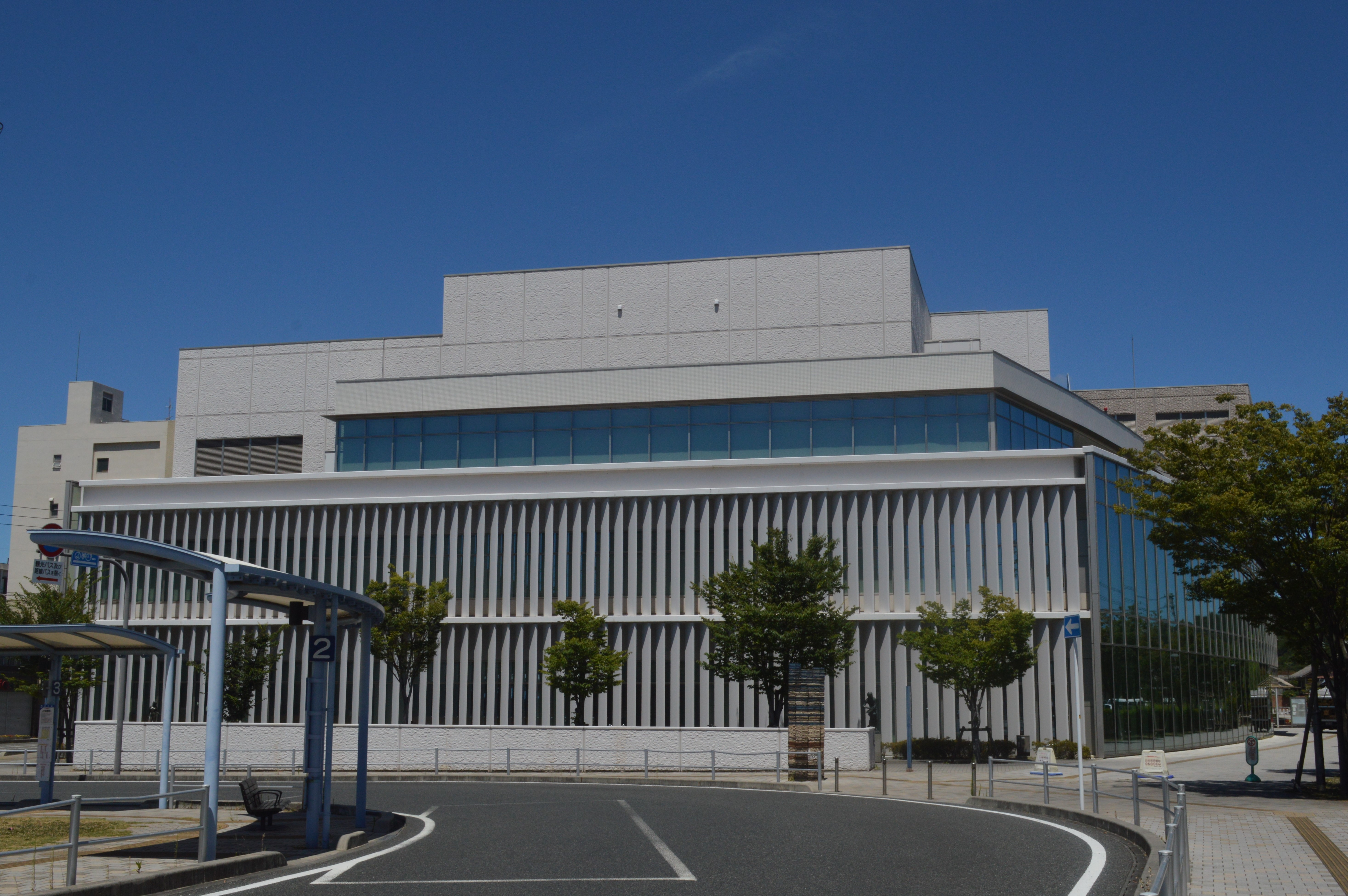
倉敷市立児島図書館

倉敷市内の図書館サービスを統括する中央図書館が倉敷地域にあり、児島・水島・玉島・船穂・真備の各地域に地区館が設置されている。また、図書館から離れた地区の市民のための移動図書館や、地区館に準じた施設として生涯学習施設ライフパーク倉敷内に図書室が置かれている。

## 沿革
- 1946年（昭和21年）10月1日 - 倉敷市本町に[2]岡山県立倉敷図書館が開館。後に岡山県立図書館倉敷分館となり、その後倉敷市立倉敷図書館に改称している。
- 1964年（昭和39年）3月20日 - 玉島市立図書館が開館。
- 1967年（昭和42年） - 倉敷市・玉島市・児島市が合併して新たに倉敷市が発足し、玉島市立図書館が倉敷市立玉島図書館に改称。
- 1969年（昭和44年）10月[3] - 大原総一郎から多数のレコードの寄贈と多額の寄付金を受け図書館附属施設として、当時の地方都市では珍しい音楽図書室を倉敷公民館内に開設[2]
- 1973年（昭和48年）6月19日 - 倉敷市立児島図書館が開館。
- 1974年（昭和49年）5月1日 - 倉敷市立水島図書館が開館。1983年（昭和58年）4月13日に解体撤去されている。
- 1983年（昭和58年）11月3日 - 現在地に[2]倉敷市立中央図書館が開館[注釈 1]。
- 1985年（昭和60年）5月7日 - 倉敷市立水島図書館の新館が開館。
- 1988年（昭和63年）5月23日 - 倉敷市立玉島図書館の新館が開館。
- 1993年（平成5年）4月24日 - ライフパーク倉敷図書室が開館。
- 2000年（平成12年）7月13日 - 船穂町立図書館と真備町立図書館が開館。
- 2005年（平成17年）8月1日 - 船穂町と真備町が倉敷市に編入され、船穂町立図書館が倉敷市立船穂図書館に、真備町立図書館が倉敷市立真備図書館に改称。
- 2011年（平成23年）10月1日 - 倉敷市立児島図書館が、児島市民交流センターに移転。

## 各館
各地区館はそれぞれの地域の特色を生かした資料の収集や保存に努めている。
- 倉敷市立中央図書館 - 周辺に倉敷市立自然史博物館、倉敷市立美術館、大原美術館という博物館・美術館が立地する。倉敷市中央2丁目6-1。
- 倉敷市立水島図書館 - 水島コンビナートによる公害問題が発生したため、公害に関する図書を収集している。倉敷市水島青葉町4-40。
- 倉敷市立児島図書館 - 繊維産業で発展したため、繊維に関する図書を収集している。倉敷市児島味野2-2-37。
- 倉敷市立玉島図書館 - 良寛が修行した円通寺があるため、良寛に関する図書を収集している。倉敷市玉島1丁目2-37。
- 倉敷市立船穂図書館 - 高瀬舟が行き来した運河「高瀬通し」の遺跡があるため、高瀬通しに関する図書を収集している。倉敷市船穂町船穂1702-1。
- 倉敷市立真備図書館 - 小説家の横溝正史は戦時中に真備町へ疎開したため、横溝正史に関する図書を収集している。倉敷市真備町箭田47-1。
- ライフパーク倉敷図書室 - 倉敷市福田町古新田940。